# Will Merrick
William Charles "Will" Merrick (Ledbury, 9 april 1993) is een Brits acteur.  Hij is bekend dankzij zijn rol als Alo Creevey in het Britse tienerdrama Skins.

## Filmografie

### Film
- 2013: About Time, als Jay
- 2017: Modern Life Is Rubbish, als Olly
- 2021: A Classic Horror Story
- 2023: Barbie, als Mattel medewerker
- 2025: F1, als Nickleby

### Televisie
- 2011-2012: Skins, als Alo Creevey
- 2012: In with the Flynns, als Dean
- 2013: Doctor Who, als Brains
- 2013: Coming Up, als Tom
- 2013: Atlantis, als Arcas
- 2015: Count Arthur Strong, als Jeremy
- 2016: Brief Encounters, als RUssell
- 2016: The Rack Pack, als Steve Davis
- 2017: Poldark, als Arthur Solway
- 2019-2021: Dead Pixels, als Nicky
- 2023: Silo, als Danny
- 2023: Bodies, als Constable Byrne
- 2023: Miss Scarlet and the Duke, als Martin Crabtree

## Theater
| Jaar | Titel                   | Rol        | Opmerkingen               |
| ---- | ----------------------- | ---------- | ------------------------- |
| 2011 | Death of a Salesman     | Charley    | Edinburgh Festival Fringe |
| 2010 | The History Boys        | Posner     | Edinburgh Festival Fringe |
| 2010 | Hamlet                  | Polonius   | Close Up Theatre          |
| 2009 | Amadeus                 | Venticello | Close Up Theatre          |
| 2009 | The Taming of the Shrew | Grumio     | Close Up Theatre          |